# Милинко Влаховић
Милинко Влаховић (Трмање, код Колашина, 1. мај 1881 — Београд, 6. децембар 1930) био је капетан црногорске војске, један од вођа Јаблaничко-топличког устанка у Првом светском рату, војвода, командант Јабланичког комитског одреда и потпуковник Југословенске војске. Био је брат Тошка Влаховића и отац Велимира Влаховића.

## Биографија
Још у детињству је показао склоност ка војничком позиву. завршио је Црногорску официрску школу у Цетињу. Током Балканских ратова, као поручник је командовао првом четом Ровачког батаљона, који се прославио у борбама против Турака.
У Првом светском рату је учествовао као капетан I класе. Током Мојковачке битке командовао је Ровачким батаљоном Колашинске бригаде, где је показао велику храброст и способност за командовање. Након капитулације Црне Горе 1916. године, Милинко Влаховић, капетан црногорске војске и његов брат Тошко Влаховић, студент филозофије су избегли заробљавање. Није признао капитулацију и са братом се на пролеће одметнуо и формирао герилску групу од двадесет људи.
Након што је Румунија ушла у рат, са још неколико комита (укупно њих 9), у септембру 1916. године кренули су у Србију, с намером да преко Румуније оду у Русију и тамо наставе борбу. Међутим, пошто је стигао до Копаоника сазнао је да се припрема Топлички устанак и упутио се ка Јабланици и са свештеником Димитријем Димитријевићем је формирао, најпре чету, а затим и Јабланичкo-топлички одред.
Почетком октобра стигли су у Топлицу и тамо ступили у контакт са Костом Пећанцем, који је нешто раније био дошао са Солунског фронта, упућен од српске Врховне команде. Браћа Влаховић и Јован Радовић са Костом Војиновићем приступили су организовању, а потом и вођењу Топличког устанка 1917. године.
На саветовању у Обилићу (Пуста река) потврђена му је титула војводе, као и команда над Јабалничким одредом. Био је једини професионални војник са чином капетана у устанку. Код Бојника је 24. фебруара 1917. уништио чету Бугара, чиме је и започео устанак. Самоиницијативно је ослободио Медвеђу, Житин Поток, Лебане, а припремао је и напад на Лесковац. Његов одред је држао фронт од Дољевца до Лебана, у дужини од 40 километара.
Тошко Влаховић је погинуо у борби са бугарским јединицама 2. новембра 1917. године, а Милинко Влаховић и Јован Радовић остали су на југу Србије, највише у Топлици, до пред крај рата. У пробоју Солунског фронта, учествовао је у ослобођењу Црне Горе и Херцеговине (Никшић, Требиње).
Учествовао је у гушењу Божићне побуне у Црној Гори.
После рата је живео у Београду. Остао је у војсци и дошао до чина потпуковника. Сахрањен је на београдском Новом гробљу.